# 叶戈尔·弗拉基米罗维奇·雅科夫列夫
叶戈尔·弗拉基米罗维奇·雅科夫列夫（俄语：Его́р Владимирович Я́ковлев；1930年3月14日—2005年9月18日），米哈伊尔·谢尔盖耶维奇·戈尔巴乔夫、鲍里斯·尼古拉耶维奇·叶利钦时期的新闻工作者。

## 生平
1930年，出生于莫斯科。1954年，毕业于莫斯科历史档案学院。1986年，任《莫斯科新闻》周刊主编。
1989年，叶戈尔的兒子弗拉基米爾與美國記者 A.C. Copetas、美國穀物商Thomas Dittmer 共同創辦<商業人>。
1991年，任全苏国家电视广播公司主席、苏联总统政治咨询委员会成员。蘇聯副總統亞納耶夫對戈巴契夫發動政變，俄羅斯總統葉爾欽果斷平息政變，解散蘇聯共產黨，<莫斯科新聞>停刊。
1992年，任俄罗斯国家广播电视公司电视广播印刷产品国营专产企业总经理兼《公共报》创始人和主编。
2005年，去世。